# Pare Noel

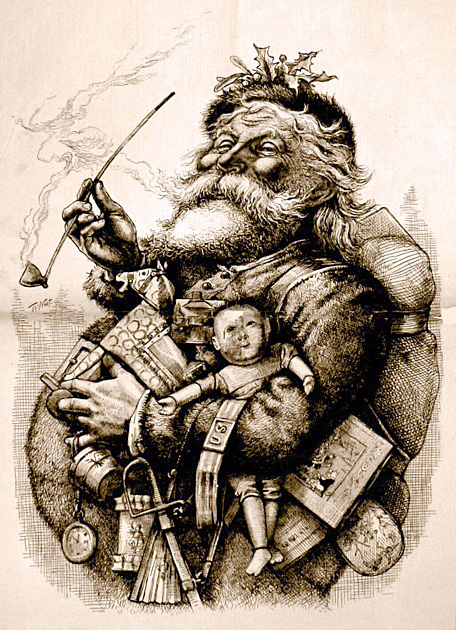
Il·lustració de Thomas Nast (1881) que, amb Clement Clarke Moore ajudava a crear la imatge moderna de Pare Noël.

El Pare Noel, Pare Nadal, Santa Claus o Sant Nicolau és un personatge mitològic present a molts països que porta regals de Nadal. La mateixa figura, gras com sempre i amb el mateix nom existeix en uns altres països (en la llengua d'aquell país), com França, Espanya, Portugal, Itàlia i Romania. En alguns llocs els personatges de Santa Claus i Pare Noel no són del tot intercanviables. Encara que actualment en els països de llengua catalana són dos personatges fusionats, històricament eren diferents.

## El personatge

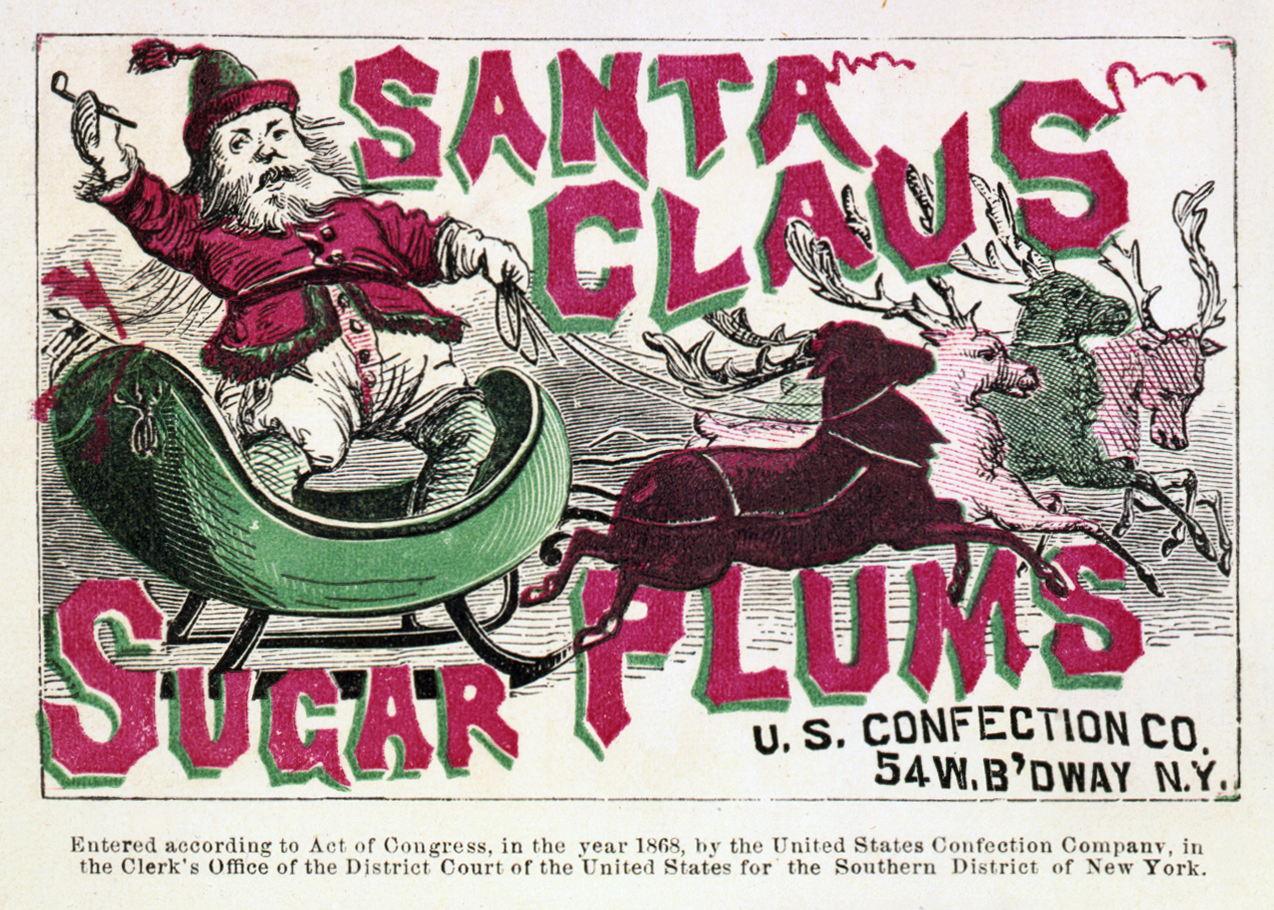
Santa Claus en trineu amb rens (1868).

Pare Noel, Santa Claus o Sant Nicolàs, és una figura folklòrica, llegendària i mítica, la qual, en la cultura occidental, porta presents als infants el dia 6 de desembre, la nit de Nadal o el mateix dia de Nadal. La llegenda es pot haver basat en contes sobre Sant Nicolau, un personatge l'existència històrica del qual és considerada poc creïble, fins i tot per a l'Església Catòlica.
La representació moderna de Pare Noel com un home (o gnom) gros i alegre, vestint una jaqueta i calces vermelles, amb punys i coll blancs; i cinturó i botes negres, es va fer popular als Estats Units el segle xix a causa de la influència significativa del caricaturista i dibuixant polític Thomas Nast. Aquesta imatge ha estat mantinguda i reforçada a través de cançons, de la ràdio, la televisió i de pel·lícules. Al Regne Unit i Europa, la seva descripció és sovint idèntica al Santa estatunidenc, però ell és conegut per altres noms (com Pare Noel).
Una llegenda associada a Santa Claus diu que ell viu al nord distant, en una terra de neus eternes i boniques aurores boreals. La versió estatunidenca de Santa Claus viu al pol Nord, mentre el Father Christmas britànic resideix a Lapònia. Altres detalls inclouen: que és casat i viu amb la Sra. Claus; que fa una llista dels xiquets i xiquetes de tot el món, classificant-les d'acord amb el seu comportament; que regala presents en una única nit, incloses joguines i dolços, per a tots els nens que s'han portat bé arreu del món, i, de vegades, trossos de carbó i pals per a aquells nens i nenes entremaliats; i que realitza aquesta tasca amb l'ajut de follets, que fan les joguines, i de vuit rens voladors (Blitzen = «Llamp», Comet = «Cometa», Cupid = «Cupido», Dancer = «Ballarí», Dasher = «Elegant», Donner = «Tro», Prancer = «Cabrioles» i Vixen = «Presumida») que arrosseguen el seu trineu pels aires.
Fa molt temps que hi ha controvèrsia sobre què fer amb el fet que els nens creguin en el Pare Noël. Alguns cristians diuen que la tradició de Santa Claus menysprea els orígens religiosos i el propòsit de Nadal. Altres crítics perceben Santa Claus com una mentida elaborada i que no és ètic que els pares ensenyin als fills que creguin en la seva existència. Altres encara s'oposen a Santa Claus per considerar-lo un símbol del consumisme del Nadal, o com una intromissió en les seves pròpies tradicions nacionals nadalenques.

## Orígens

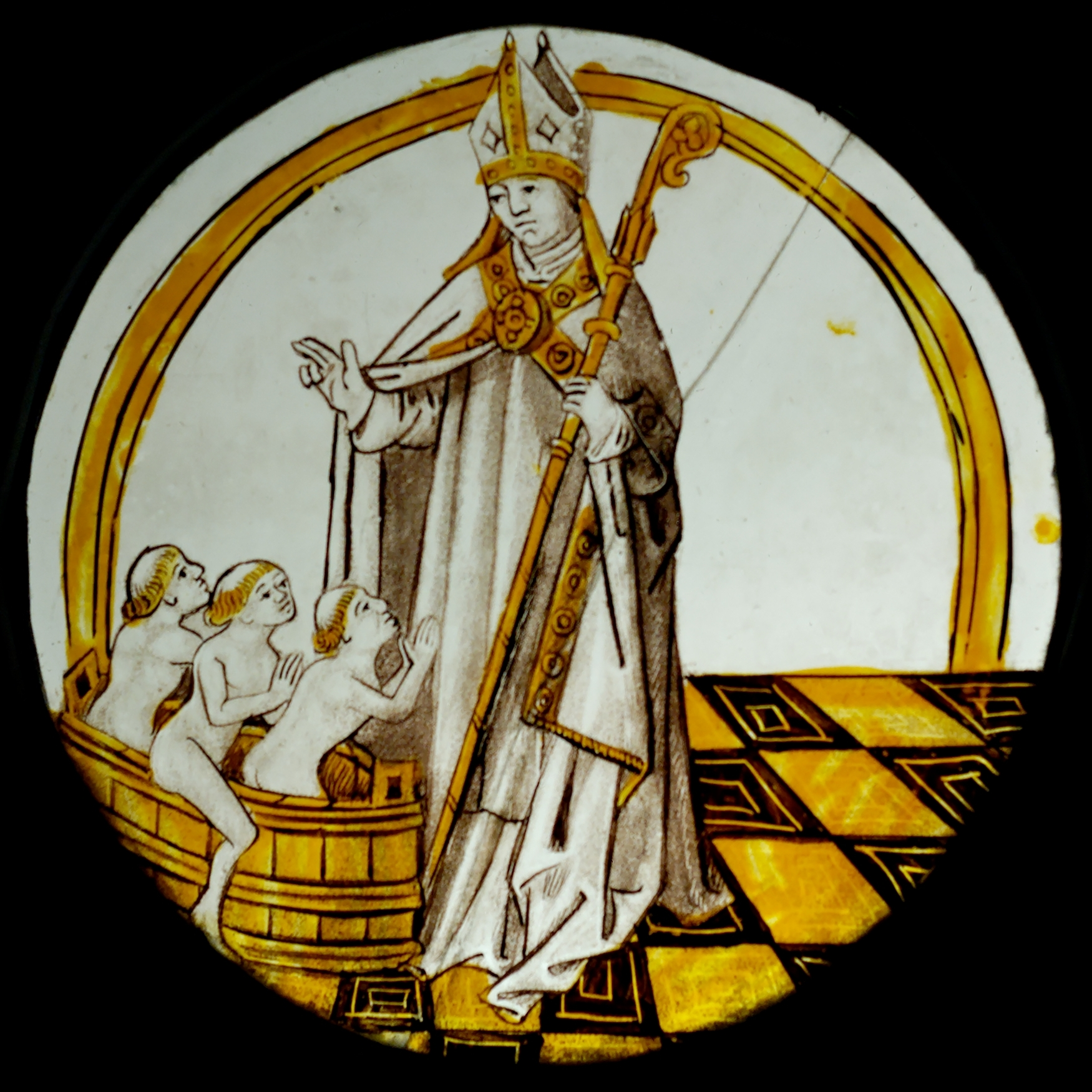
Sant Nicolau salva tres nens del carnisser.

Segons la creença dels fidels de l'església catòlica (o dels protestants tradicionals), la llegenda de Pare Noel o Santa Claus sorgiria el segle iv, basant-se en la vida de Sant Nicolau, bisbe de Mira, a l'Anatòlia (actual Turquia). Nicolau, mort al voltant de 345 o 342 A.D., suposadament va participar en el primer concili de Nicea i realitzà diversos miracles al llarg de la seva vida (com aturar una tempesta al mar, evitant que tres mariners s'ofeguessin), feia distribuir anònimament presents per a nens pobres. Des de llavors, Sant Nicolau es va tornar sant patró dels mariners de diversos països, fins i tot Alemanya, Àustria, Bèlgica, Grècia, Itàlia, els Països Baixos, Rússia i Suïssa.
Tanmateix, no hi ha cap prova material de l'existència de Sant Nicolau. El seu nom si més no apareix a les llistes dels bisbes que havien comparegut en el Concili de Nicea. Tot porta a creure que, en el seu esforç de conversió dels pagans, l'església simplement crea el mite de Sant Nicolau dotant-lo d'atributs i fets practicats pel déu grec dels mars, Posidó (Neptú pels romans) i per un déu teutònic de la collita, Hold Nickar (transformat en Hagios Nikolaos, «Sant Nicolau»).
Les restes mortals de sant Nicolau foren suposadament traslladats a Bari, a Itàlia, a causa de la invasió de l'Àsia Menor pels turcs. El temple de la deessa Befana («l'Àvia») a Bari va ser llavors convertit en santuari de Sant Nicolau. Befana era coneguda per omplir els mitjons dels nens de presents. El fet igualment va passar a ser atribuït al sant.
Malgrat la popularitat de sant Nicolau, perquè els documents de la seva vida eren, així, de poca confiança, el 1969 el papa Pau VI ordenà la remoció de la festa del sant del calendari oficial catòlic romà.

### La transformació de Santa Claus
Va començar al voltant de l'any 1624. Quan els immigrants holandesos van fundar la ciutat de Nova Amsterdam, més tard anomenat Nova York, òbviament van dur amb ells els seus costums i mites, entre ells el de Sinterklaas, el seu patró (la festivitat del qual se celebra als Països Baixos entre el 5 i el 6 de desembre). Aquesta informació, amb tot, és contestada per alguns acadèmics, que asseguren que els colons holandesos eren protestants, no catòlics, i que per tant era improbable que portessin el mite de Sinterklaas.
El 1809 l'escriptor Washington Irving, va escriure una sàtira, Història de Nova York, en la qual deformava el nom del sant neerlandès, Sinterklaas, com Santa Claus adaptant-lo a la pronúncia anglesa. Més tard el poeta Clement Clarke Moore, en 1823, va publicar un poema on va donar cos a l'actual mite de Santa Claus, basant-se en el personatge d'Irving. En aquest poema es fa esment d'una versió de Santa Claus, nan i prim, com un follet; però que regala joguines als nens la nit de Nadal i que es transporta en un trineu tirat per nou rens, inclòs a Rudolph.

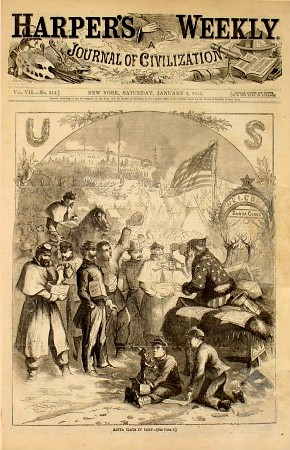
Thomas Nast immortalitzà Santa Claus amb una il·lustració dHarper's Weekly (3 de gener de 1863).

Posteriorment, cap a 1863, va adquirir l'actual fesomia d'un home gros i barbut bonastre amb la qual és més conegut. Això fou gràcies al caricaturista germano-estatunidenc Thomas Nast, qui va dissenyar aquest personatge per a les seves postals nadalenques al Harper's Weekly. Allí va adquirir la seva vestimenta i es creu que el seu creador es va basar en les vestimentes dels bisbes de velles èpoques per a crear aquest «Sant Nicolau», que en aquest moment ja res tenia a veure amb Sant Nicolau de Mira.
A mitjan segle xix, el Santa Claus nord-americà passà a Anglaterra i d'allí a França, on es va fondre amb el Bonhomme Noël, l'origen del Pare Noel, qui tenia un físic semblant a Santa Claus, però vestia de blanc amb vius daurats. Després, al començament del segle xx, el 1902, el llibre infantil The Life and Adventures of Santa Claus de L. Frank Baum, s'origina la història de com Claus es va guanyar la immortalitat, igual que el seu títol «Santa».
Finalment, des de l'any 1926, a partir d'una campanya de màrqueting de la Lomen Company, es crearia la tradició que Santa Claus procedent del pol Nord i es popularitzaria completament els rens nadalencs com a mitjà de transport de Santa Claus.

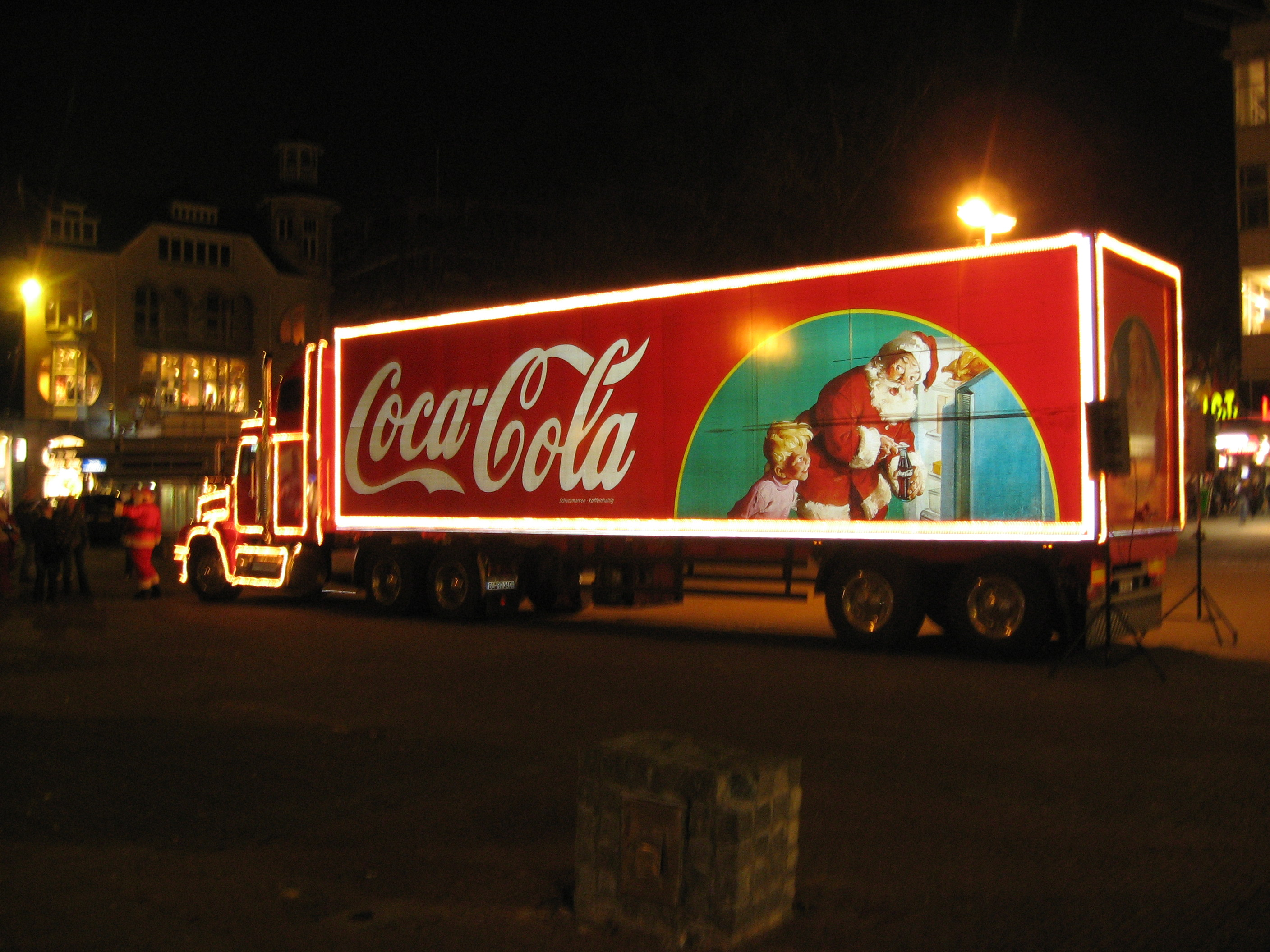
Camió de Nadal de Coca-Cola. Utrecht, els Països Baixos (2006).

Igualment, ja al segle xx, l'empresa Coca-Cola va encarregar al pintor Haddon Sundblom que remodelés la figura de Santa Claus/Pare Noel per a fer-lo més humà i creïble. Aquesta versió data de 1931. No obstant això, en aquest punt, cal aclarir que és solament una llegenda urbana la creença que el color vermell i blanc de Santa Claus tingui el seu origen com tal, encara que sigui més popularitzat a través d'anuncis publicitaris que la marca Coca-Cola va començar a fer a partir de 1931. Ja hi ha moltes il·lustracions i descripcions gairebé fidedignes anteriors a aquesta campanya com la de Thomas Nast (1869) o al St. Nicholas Magazine (1926) entre d'altres; això sense considerar, a més a més, les antigues representacions religioses del bisbe Sant Nicolau de Mira o Sant Nicolau de Bari, on hi és comú el color vermell i blanc de la vestimenta religiosa. Per això, si bé és cert que des de finals de 1800 fins a principis de 1900 no hi va haver una assignació concreta al color de Santa Claus, sent el verd un dels més usats; sí que es considera que la seva campanya massiva fou una de les principals raons de per què Santa Claus va acabar vestit de color vermell i blanc, encara que no fossin els primers a usar-los.

Referent al seu origen, com a llegenda es va originar a l'hemisferi nord, a principis del segle xx es va escampar la idea que viuria al pol nord. D'altra banda cal recordar l'existència d'altres llocs propers postulats com la seva llar, els quals són: la Lapònia sueca, la Lapònia finlandesa i Groenlàndia; perquè el pol nord és enmig de l'oceà Àrtic.

## Crítica

### Oposició cristiana

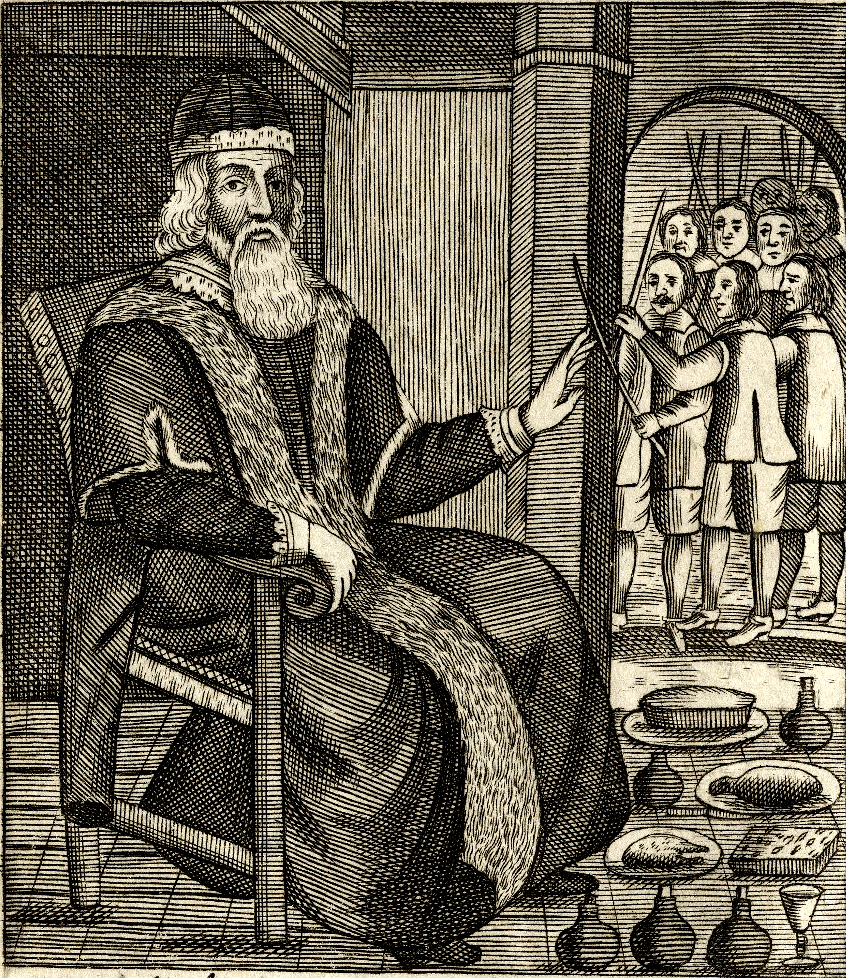
Il·lustració de Father Christmas (Pare Noël) dins The Examination and Tryal of Father Christmas de Josiah King (1686).

La condemna del Pare Noel és un fenomen que no es limita al segle xx, sinó que s'originà entre alguns grups protestants del segle xvi i era preponderant entre els puritans d'Anglaterra i Amèrica al segle xvii que prohibien les vacances com catòlic romà o pagà. Després de la Guerra Civil Anglesa, sota el govern d'Oliver Cromwell es prohibí el Nadal. Després de la restauració de la monarquia i amb els puritans fora del poder a Anglaterra, la prohibició del Nadal va ser satiritzada en obres com The Examination and Tryal of Old Father Christmas; Together with his Clearing by the Jury (1686) de Josiah King.
Paul Nedergaard, un clergue de Copenhaguen, Dinamarca, causà controvèrsia el 1958 quan declarava que Santa era un «follet pagà» després que la imatge del Pare Noel s'utilitzés en materials de recaptació de fons per a una organització de benestar danesa. Un grup religiós prominent que es nega a celebrar Pare Noel, o Nadal mateix, per raons similars és els Testimonis de Jehovà. Un cert nombre de denominacions de cristians tenen preocupacions diverses sobre Pare Noel, que s'estenen des de l'acceptació fins a denúncia.

### Pare Noel com a símbol de comercialisme

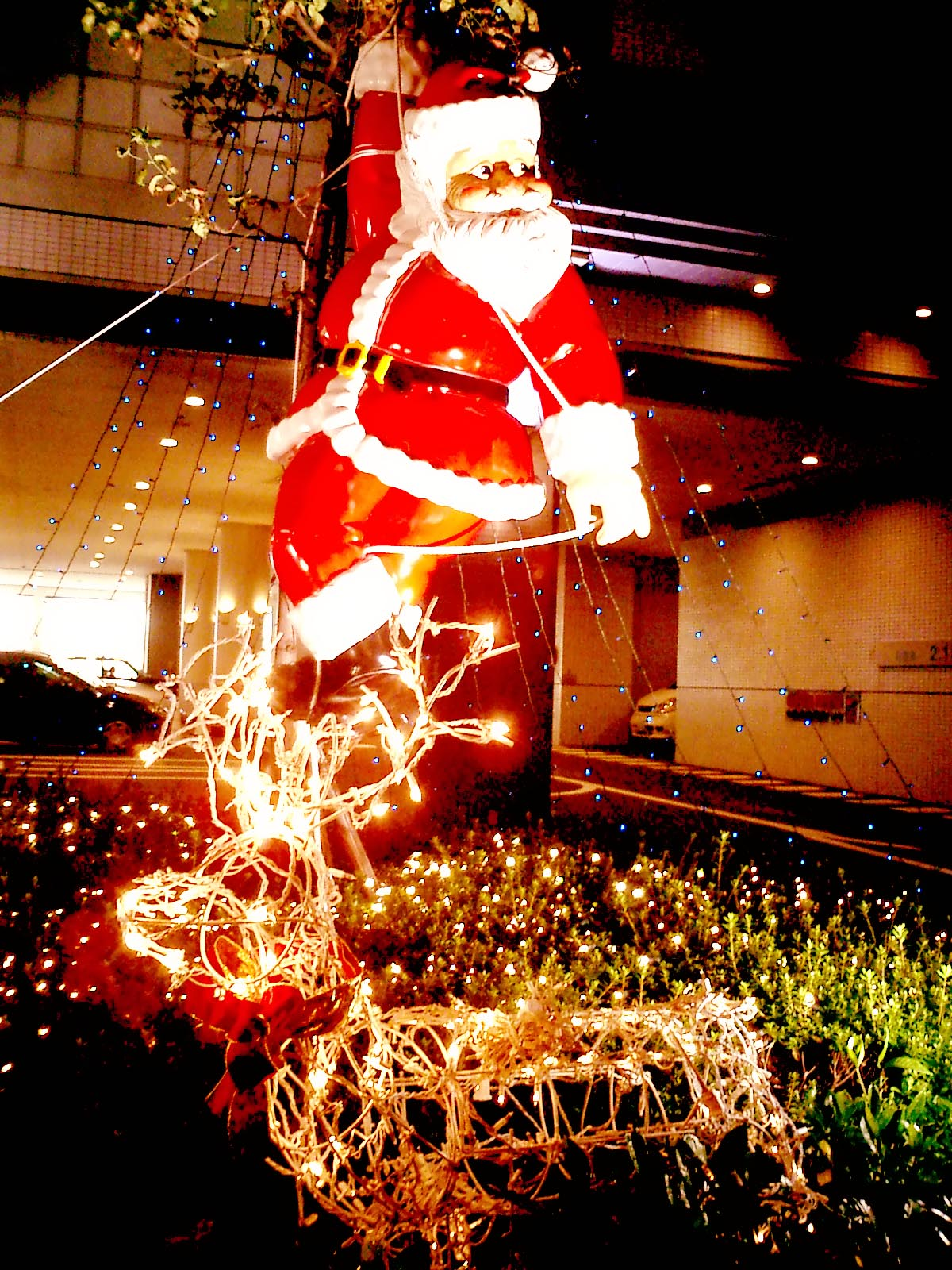
Santa Claus a Kobe, el Japó (2005).

Al seu llibre Nicholas: The Epic Journey from Saint to Santa Claus, l'escriptor Jeremy Seal descriu com començà la comercialització de la llegenda del Pare Noel durant la dècada del 1800. «Durant els anys 1820 començava a adquirir els ornaments característics: ren, trineu, campanes», deia Seal en una entrevista. «Simplement eren coses rellevants al món que estava sorgint. En aquella època, els trineus eren la forma de transport a Manhattan, per adornar ben la casa per que els mus 8 fills siguin feliços, teniem que comprar moltes coses, gastaben més diners en això que en el aniversaris».
Escrivint a Mothering, l'escriptora Carol Jean-Swanson comentà temes similars, fent l'observació que la figura original de sant Nicolau només regalava a aquells qui realment estaven necessitats i que avui el Pare Noel sembla estar més centrat al consum ostensiu:
| « | El nostre vell i alegre Sant Nicolau reflecteix la nostra cultura amb precisió, perquè és irreal, exuberant, generós, obès i altament comercial. Ell també reflecteix alguns dels nostres ideals més alts: puresa i innocència de la infància, altruisme, amor resolt, justícia i compassió (que nen ja va rebre un tros de carbó com present de Nadal?). El problema és que, al llarg d'aquest procés, ell també fou sobrecarregat amb alguns dels majors desafiaments de la societat: materialisme, cobeja corporativa i dominació pels mitjans de comunicació. Clar que Santa càrrega més que simples joguines en el seu carruatge! | » |

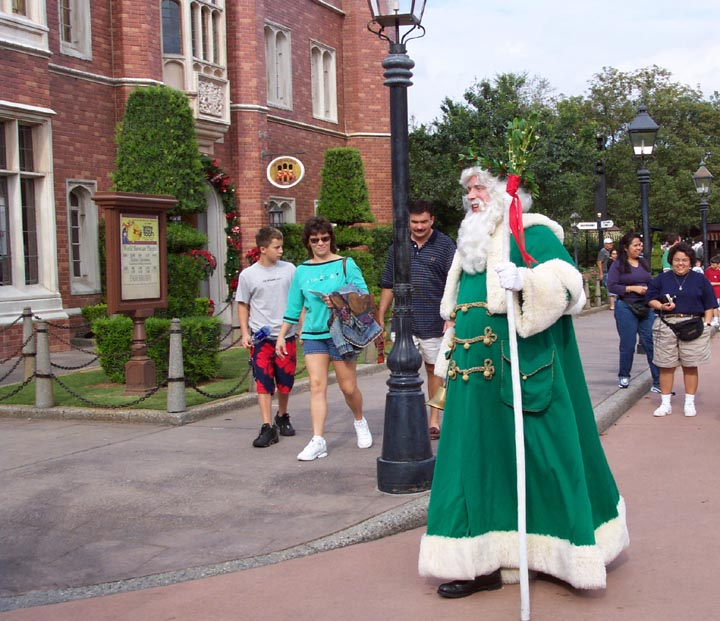
El Pare Noël britànic.

A la República Txeca, un grup de professionals de publicitat va iniciar un lloc web contra Santa Claus, un fenomen relativament recent en aquell país. «Els Nadals txecs són íntims i màgics. Tota aquesta cosa de Santa em sembla un espectacle comercial barat», va dir David König del Club de Redactors Creatius, destacant que es tracta d'una tradició principalment nord-americana i anglesa. «Jo no estic en contra Santa. Estic en contra Santa només al meu país». En la tradició txeca, els presents són lliurats per Ježíšek, que podia ser traduït per Nen Jesús.
Al Regne Unit, Santa, o Pare Noel, històricament es representava vestint un mantell verd. Recentment, això fou canviat per la roba vermella, més coneguda. Una escola a la riba mar a Brighton, va prohibir l'ús de la roba vermella per creure erròniament que era fruit de la campanya de publicitat de Coca-Cola. La portaveu de l'escola, Sarah James va dir: «El Santa de roba vermella va ser creat com una eina de màrqueting per la Coca-Cola, ell és un símbol del comercialisme.» En la realitat, el Santa de roba vermella va ser creat per Thomas Nast.

### Controvèrsia de l'engany

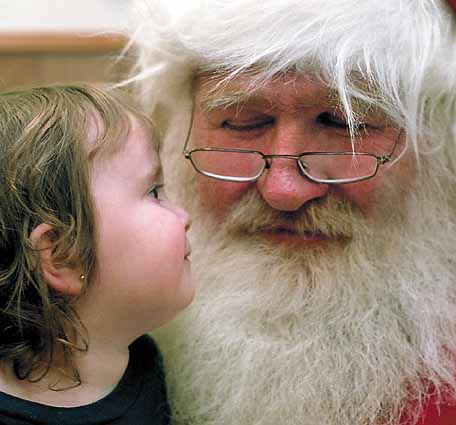
Santa Claus en un magatzem i una nena.

La creença dels nens en Santa Claus és molt difosa. En una enquesta de la AP-AOL News, el 86% dels nord-americans adults creien en Santa quan eren nens, sent l'edat de 8 anys la mitjana en la qual van deixar de creure en la seva existència, encara que 15% encara continuessin creient després dels 10 anys. A Nova Zelanda, el 85% dels nens amb 4 anys i el 65% dels nens amb 6 anys creien en Santa Claus.
L'incentiu d'aquesta creença per part dels pares i de la societat no és mancat de controvèrsia. Els editors del Netscape van registrar una queixa contra el mite de Santa Claus: «Els pares que estimulen una creença en Santa estan imposant un gran engany als seus fills, els quals inevitablement hem quedat decebuts i desil·lusionats». Jacqueline Woolley, professora de psicologia en la University of Texas a Austin, contradiu la noció que la creença en Santa és una evidència de la credulitat infantil, però evidencia que elles creuen en allò que els seus pares els diuen i que la societat reforça. D'acord amb Woolley:
| « | Els adults, en els quals ells confien per a subministrar informació fidel sobre el món, els presenten Santa. Després, la seva existència és confirmada pels amics, llibres, televisió i pel·lícules. També és validat per proves concretes: les galetes mig menjades i les ampolles de llet buides al peu de l'arbre al matí de Nadal. En altres paraules, els nens fan un gran treball avaluant Santa científicament. I els adults fan un gran treball enganyant-los. | » |

Woolley postula que és possible que sigui el «parentiu amb el món adult» el responsable que els nens no s'enfadin en percebre que van ser enganyats durant tant temps. La crítica sobre aquest engany és que no és una simple mentida, sinó una sèrie complicada de grans mentides. Les objeccions a la mentida parteixen del principi que és immoral que els pares els esmenten als fills sense bona causa, i que això encoratja un escepticisme saludable en els nens. Com que no hi ha cap bon motiu en el cor de la mentida, l'acusació és que això diu més respecte als pares que respecte als fills. L'escriptor Austin Cline tractà així la qüestió: «No seria possible que els nens quedessin contents a descobrir que els seus pares són els responsables pel Nadal, i no un desconegut sobrenatural?»
Uns altres, no obstant això, no veuen res de dolent en la creença en Santa Claus. La psicòloga Tamar Murachver diu a propòsit que es tracta d'una mentida cultural, no dels pares; així, no mina la confiança en els pares. Els New Zealand Skeptics tampoc consideren perjudicial que els pares diguin als fills que Santa és real. La portaveu Vicki Hyde vaig dir: «en efecte, només els pares insensibles desaproven les alegries innocents de la nostra herència cultural infantil. Hem de guardar les nostres queixes per a coses que exploren aquells que són vulnerables.»
El Dr. John C. Condry de la Cornell University va entrevistar més de 500 nens per a un estudi sobre l'assumpte i va descobrir que cap d'ells s'havia enfadat amb els seus pares haver-los dit que Santa Claus era real. D'acord amb el Dr. Condry, «la resposta més comuna sobre descobrir la veritat és que elles se sentien més grans i madures. Ara ells sabien alguna cosa que els nens més joves desconeixien.»

## Llista de noms en diversos països
El nom «Pare Noel» es fa servir en traducció a molts països i llengües:
| - Afganistan- Baba Chaghaloo - Albània- Babadimri - Alemanya- Weihnachtsmann (no «Nikolaus», que és celebrat el 6 de desembre) - Andorra- Pare Nadal, Papa Nadal - Anglaterra - Father Christmas - Àustria - Weihnachtsmann (no «Nikolaus», que és celebrat el 6 de desembre) - Armènia - Kaghand Papik (Կաղանդ պապիկ) - Brasil - Papai Noel - Bulgària - Dyado Koleda (Дядо Коледа - Дядо Мраз) - Bulgària - Dyado Koleda (Дядо Коледа - Дядо Мраз) - Catalunya, el País Valencià i les Illes Balears - Sant Nicolau, Pare Nadal, Pare Noel, Papa Nadal - Croàcia - Djed Mraz - Dinamarca - Julemanden - Egipte - Baba Noël - Equador - Papa Noël - Eslovàquia - Ježiško - Eslovènia - Božiček - Espanya (i uns altres països de llengua espanyola a Amèrica Llatina)–Papá Noel, San Nicolás,Pare Noël o Santa Claus - Estònia - Jõuluvana - Estats Units d'Amèrica - Santa Claus - Filipines - Santa Klaus - Finlàndia - Joulupukki (finès) i Julgubben (suec) - França i Canadà francès - Père Noël - Galícia - Pai Nadal, Papá Noel - Grècia - Άγιος Βασίλης-Άyos Vasílis - Hongria - Mikulás o Télapó («Pare d'Hivern») - Indonèsia - Sinterklas - Iran - Baba Noel - Iraq - Baba Noel - Irlanda - Daidí na Nollag | - Islàndia - Jólasveinninn - Itàlia - Babbo Natale - Japó - サンタクロース («Santakurōsu») - Lapònia - Juovlastállu - Letònia - Ziemassvētku vecītis - Líban - Papa Noël - Lituània - Kalėdų Senelis - Llatí - Pater Natalis o Sanctus Nicholaus - Macedònia del Nord–Dedo Mraz - Malta–San Niklaw o Christmas Father o Santa Klaws - Mèxic–El Niñito Dios («Nen Déu», significat Nen Jesús) - Noruega–Julenissen - Països Baixos i Flandes–Kerstman - País de Gal·les–Siôn Corn - Pakistan–Christmas Baba - Perú–Papá Noel - Polònia–Święty Mikołaj o Gwiazdor - Portugal–Pai Natal - República Txeca–Ježíšek - Romania–Moş Crăciun - Rússia–Ded Moroz ("Дед Мороз" o «Avi de Gebrada», «Yamal Iri») - Sardenya–Babbu Nadale - Sèrbia i Bòsnia i Hercegovina–Božić Bata - Sri Lanka–Naththal Seeya - Sud-àfrica (afrikaans)–Vader Kersfees o Kersvader - Suècia–Jultomten - Suïssa–Samichlaus - Terres altes d'Escòcia–Daidaín na Nollaig - Turquia–Noel Baba - Ucraïna–Did Moroz («Дід Мороз») - Xile–Viejito Pascuero - Xina–Shengdan laoren (Xinès tradicional:聖誕老人 – Xinès simplificat:圣诞老人) |